# Шокуров, Александр Алексеевич
 Алекса́ндр Алексе́евич Шоку́ров  (17 ноября 1920, Барнаул — 19 июля 1994) — лётчик-ас, заместитель командира эскадрильи 156-го гвардейского истребительного авиационного полка (12-я гвардейская истребительная авиационная дивизия, 1-й гвардейский штурмовой авиационный корпус, 2-я воздушная армия, 1-й Украинский фронт). Герой Советского Союза.

## Биография
Родился 17 ноября 1920 года в городе Барнауле ныне Алтайского края в семье рабочего. После окончания 9 классов работал слесарем паровозного депо на станции Тайга Кемеровской области, одновременно учился в аэроклубе. В 1938 году призван в РККА Тайгинским РВК Кемеровской области. В 1940 году окончил Батайскую военную авиационную школу лётчиков.

#### Великая Отечественная война
С первых дней войны воевал на Крымском, Южном, Закавказском, Воронежском, Степном, 2-м и 1-м Украинском фронтах.
Заместитель командира авиационной эскадрильи 247-го истребительного авиационного полка младший лейтенант Шокуров к 10 июля 1943 года на самолёте Як-1 произвёл 120 боевых вылетов, провёл 30 воздушных боёв. С мая по июнь 1942 года участвовал в обороне Севастополя, над которым сбил самолёт противника Ю-88. 8 июля 1943 года в районе цели Тетеревено-Яковлево пять самолетов Як-1 вели воздушный бой с численно превосходящим противником. В том бою Шокуров лично сбил один Ме-109 и в паре один Хе-111. За образцовое выполнение боевых заданий в июле 1943 года был награждён первым боевым орденом — Красного Знамени.
Заместитель командира авиационной эскадрильи 156-го гвардейского истребительного авиационного полка гвардии старший лейтенант за годы войны совершил 460 боевых вылетов, из них на сопровождение Ил-2 — 364, на прикрытие наземных войск — 41, на разведку войск и аэродромов противника — 20, на перехват самолётов противника — 11, на штурмовку войск противника — 24. Провёл 53 воздушных боя, в которых лично сбил 18 самолётов противника и 1 в группе.
Указом Президиума Верховного Совета СССР от 27 июня 1945 года за образцовое выполнение боевых заданий командования на фронте борьбы с немецкими захватчиками и проявленные при этом отвагу и геройство гвардии старшему лейтенанту Шокурову Александру Алексеевичу присвоено звание Героя Советского Союза с вручением ордена Ленина и медали «Золотая Звезда».

#### Послевоенное время
После войны продолжил службу в войсках ПВО. В 1955 году окончил Военно-воздушную академию. Служил заместителем начальника штаба по боевому управлению – оперативным дежурным командного пункта 19-го корпуса ПВО (Челябинск). С 1971 года полковник Шокуров — в запасе. Жил и работал в Челябинске.

## Награды
- Медаль «Золотая Звезда» (27.06.1945)[2];
- орден Ленина (27.06.1945);
- два ордена Красного Знамени (22.07.1943[1]; 29.01.1944[3]);
- орден Александра Невского (25.04.1945)[4];
- два ордена Отечественной войны I степени (17.09.1943[5]; 11.03.1985[6]);
- два ордена Красной Звезды (24.08.1944[7]; ?);
- медали.

## Память
- Имя Героя увековечено на Мемориале Славы в городе Барнауле.
- Включён в энциклопедию Алтайского края.